# 車敏洙
車 敏洙（チャ・ミンス、차민수、1951年1月15日 - ）は、韓国、アメリカ合衆国の囲碁棋士であり、プロのポーカープレイヤー。現在はアメリカ合衆国に永住権を得て在住し、ジミー・チャ（Jimmy Cha）を名乗る。韓国ソウル市出身、韓国棋院、アメリカプロ囲碁協会所属、四段。アメリカプロ囲碁協会では初代会長も務めた。
世界囲碁選手権富士通杯など囲碁の国際棋戦でアメリカ（北米）代表として出場し、たびたび一流棋士を破る活躍をして注目された。また小説・テレビドラマ『オールイン』の主人公のモデルとして知られる。

## 経歴
4人兄弟の末っ子として生まれる。囲碁は8歳の時に習い始め、その他にもピアノ、バイオリン、水泳、卓球などを習わされる。囲碁は2年間の続けて中断、中学で再開。その後いくつかのアマチュアの囲碁大会に優勝するなどして注目される。ソウル大学では経済学を専攻。
1974年、ソウル大学在学中に韓国棋院初段となり、プロ棋士に転じる。1975年に渡米し、ロサンゼルスで酒販売業などを経て、カードゲームのプロとなり成功する。1984年に韓国棋院より四段を贈られる。
1989年の第2回富士通杯で、アメリカ予選でマイケル・レドモンドを破って代表となり初出場、本戦で山城宏、大平修三を破りベスト8に進出して注目を集めた。さらに翌年には趙治勲に白番4目半勝ちして囲碁界を驚かせ、この活躍で「車八強」という呼び名を得た。
2008年には韓国の棋戦GGオークション杯で5連勝。韓国囲碁リーグでは2009年にハンゲームチーム監督。
またアメリカでの囲碁普及にも務めている。1995年には中国の囲碁棋戦「友情杯戦」（1997年まで3期）に出資して創設。ポーカーのプレイヤーとしても、1986年以降には年に100万ドルを稼いでいるという。絵画やカンフーも得意としている。

### 主な棋歴
- 世界囲碁選手権戦富士通杯
  - 1989年 ベスト8（○山城宏、○大平修三、×曺薫鉉）
  - 1990年 ベスト8（○趙治勲、×聶衛平）
  - 1996年（○結城聡、×馬暁春）
  - 1997年（×兪斌）
  - 1999年（○石井新蔵、×石田芳夫）
  - 2000年（×劉小光）
  - 2002年（○R・バンザイスト、×周俊勲）
- 東洋証券杯世界選手権戦
  - 1992年（×金秀壮）
- 三星火災杯世界オープン戦
  - 1996年（×王立誠）
- 春蘭杯世界囲碁選手権戦
  - 2000年（×彭筌）
  - 2001年（×楊士海）
- 応昌期杯世界プロ囲碁選手権戦
  - 2004年（×周鶴洋）

- 北米マスターズ・トーナメント
  - 1995年 準優勝（江鋳久に敗れる）
  - 1998年 挑戦者（江鋳久に敗れる）